# Appelez-moi monsieur Tibbs
Série
Dans la chaleur de la nuit
(1967) L'Organisation
(1971)
Pour plus de détails, voir Fiche technique et Distribution.
Appelez-moi monsieur Tibbs (They Call Me Mister Tibbs!) est un film américain réalisé par Gordon Douglas et sorti en 1970. 
Il fait suite au film Dans la chaleur de la nuit, réalisé par Norman Jewison en 1967.

## Synopsis
Virgil Tibbs est chargé d'enquêter sur le meurtre d'une prostituée auquel serait mêlé un prédicateur libéral qui se trouve être aussi un candidat aux élections municipales. Il doit aussi affronter des problèmes dans sa vie de couple et de père de famille avec un adolescent rebelle.

## Fiche technique
- Titre original : They Call Me Mister Tibbs!
- Titre français : Appelez-moi monsieur Tibbs
- Réalisation : Gordon Douglas
- Scénario : Alan Trustman (en) et James R. Webb d'après les personnages créés par John Ball
- Musique : Quincy Jones
- Photographie : Gerald Perry Finnerman
- Montage : Bud Molin (en)
- Production : Herbert Hirschman (en) et Walter Mirisch
- Pays :  États-Unis
- Langue : anglais
- Format : Couleurs - Mono - 35 mm - 1.85:1
- Genre : Policier
- Durée : 108 min
- Dates de sortie : 
  - États-Unis : 1970
  - France : ?

## Distribution
- Sidney Poitier (VF : Bachir Touré) : Le lieutenant Virgil Tibbs
- Martin Landau (VF : René Arrieu) : Logan Sharpe
- Barbara McNair : Valerie Tibbs
- Anthony Zerbe (VF : Roger Rudel) : Rice Weedon
- Edward Asner (VF : Albert Médina) : Woody Garfield
- Jeff Corey (VF : Jean Martinelli) : Le capitaine Marden
- Norma Crane (VF : Paule Emanuele) : Marge Garfield
- Juano Hernandez (VF : Georges Hubert) : Mealie Williamson
- David Sheiner (en) (VF : Pierre Collet) : Le lieutenant Kenner
- Beverly Todd : Puff
- George Spell : Andy Tibbs
- Wanda Spell : Ginger Tibbs
- Ted Gehring : Le sergent Deutsch
- Garry Walberg (VF : Pierre Marteville) : L'examinateur médical
- Don Hanmer (VF : Georges Aubert) : Pusher (non crédité)
- John Alvin (VF : Jacques Beauchey) : le journaliste du bar interrogeant Sharpe
- Dick Dial : Carson (non crédité)

## Autour du film
- On peut considérer qu'une dizaine d'années dans la chronologie du personnage de Tibbs s'est écoulée entre Dans la chaleur de la nuit et celui-ci. En effet, lors d'une scène se déroulant chez le shérif Gillespie, Tibbs lui avoue qu'il n'est pas marié et n'a pas d'enfants. Il s'agit soit d'un mensonge, soit d'une erreur de la part des scénaristes car dans ce film, Tibbs est père d'un garçon de douze ans et d'une fillette et que trois ans seulement séparent les deux films.
- Dans le film précédent, Tibbs travaillait pour la police de Philadelphie alors qu'ici il travaille pour celle de San Francisco. Il faut savoir que dans les romans, il travaille pour la police de Pasadena.
- Un troisième film clôt la série : L'Organisation de Don Medford.
- John Hillerman qui connaîtra le succès grâce à son personnage d'Higgins à la télévision dans la série Magnum fait à l'écran sa toute première et très courte apparition à la toute fin du film en reporter prenant des notes tandis que Virgil Tibbs est interrogé par des journalistes. Il n'est pas crédité au générique.